# タロコ語
タロコ語（タロコご）は、オーストロネシア語族台湾諸語に属する言語である。漢字で徳路固語、徳魯固語、太魯閤語と表記される。台湾のタロコ族の言語である。一般にセデック語の方言とされる。台湾の宜蘭県、南投県、花蓮県で話されている。

## セデック語との関係
タロコ族がタイヤル族から独立したことから、この言語を現在台湾で「タロコ語」と呼ぶことが多いが、かつてはタロコ族はセデック族の1支族とされていたので、日本の言語学者は「セデック語タロコ方言」と呼び習わしており、今もそう呼ぶことが多い。
日本におけるタロコ語（セデック語タロコ方言）の研究者としては月田尚美（愛知県立大学教授）がおり、数々の学術的な成果を発表している。
タロコ語は、セデック語とは比較的近く、意思疎通も可能である。